# 亞特蘭大 (內布拉斯加州)
亞特蘭大（英語：Atlanta）是位於美國內布拉斯加州費爾普斯縣的村。

## 人口
根據2020年美國人口普查的數據，亞特蘭大的面積為0.60平方千米，皆為陸地。當地共有人口106人，而人口密度為每平方千米177人。